# آشوت چیتچیان
آشوت هوهانسی چیتچیان (ارمنی: Աշոտ Հովհաննեսի Չիթչյան؛  زادهٔ ۱۹۰۳ - درگذشته ۱۹۷۲) یک دانشمند علوم خاک اهل ارمنستان بود.

## زندگی‌نامه
در ۱۹۰۳ در تفلیس به دنیا آمد و از دانشگاه دولتی ایروان (۱۹۲۸) و دانشگاه ملی علوم کشاورزی ارمنستان فارغ‌التحصیل شد. وی در فرهنگستان ملی علوم ارمنستان، دانشگاه ملی علوم کشاورزی ارمنستان و انستیتو دام‌پروری و دام‌پزشکی ایروان فعالیت می‌کرد.  وی همچنین برنده دانشمند شایسته ارمنستان شوروی شده است. وی در ۱۹۷۲ در سن ۶۹ سالگی درگذشت.

## نگارخانه

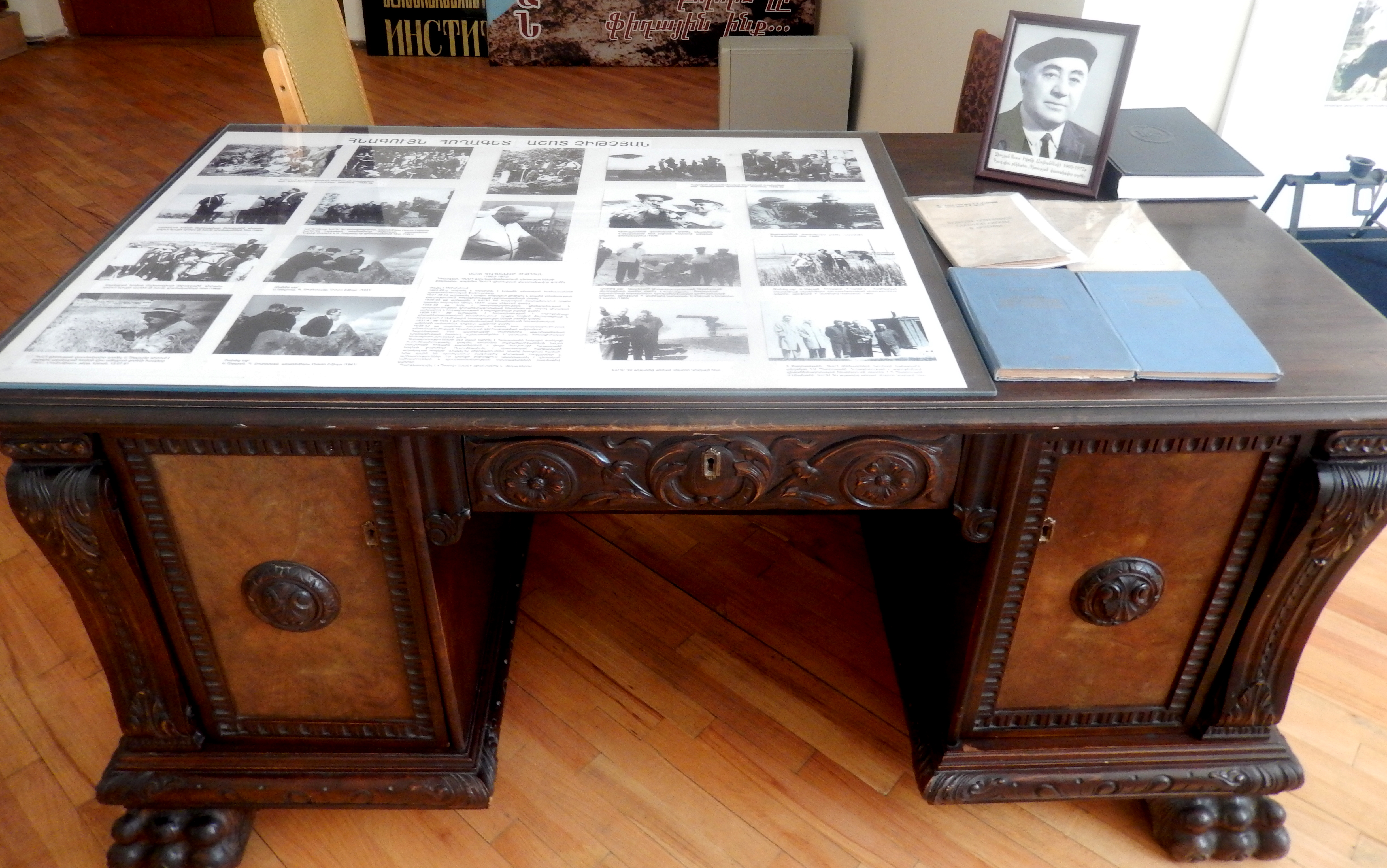

## یادداشت
1. ↑  գյուղատնտեսական գիտությունների թեկնածու